# آکلی
آکلی (به انگلیسی: Ockley) یک روستا و محله مدنی در بریتانیا است که در Mole Valley واقع شده‌است. آکلی ۱۳٫۷۵ کیلومتر مربع مساحت و ۸۷۱ نفر جمعیت دارد.